# Scafati Basket 2024-2025
Questa voce raccoglie le informazioni riguardanti la Scafati Basket nelle competizioni ufficiali della stagione 2024-2025.

## Stagione
La stagione 2024-2025 della Scafati Basket sponsorizzata Givova, è la 5ª nel massimo campionato italiano di pallacanestro, la Serie A.
Il 2 dicembre viene sollevato dall'incarico di capo allenatore Marcelo Nicola.

## Maglie
Il fornitore ufficiale del materiale tecnico per la stagione 2024-2025 è Givova.

## Roster
Aggiornato al 30 agosto 2024.
| Givova Scafati 2024-25 | Givova Scafati 2024-25 |
| Giocatori              | Staff tecnico          |
| ---------------------- | ---------------------- |

| N. | Naz.                                   | Ruolo | Nome                      | Anno | Alt.   | Peso   |  |
| -- | -------------------------------------- | ----- | ------------------------- | ---- | ------ | ------ |  |
| 2  | Stati Uniti (bandiera)                 | G     | Rob Gray                  | 1994 | 186 cm | 84 kg  |  |
| 2  | Canada (bandiera) · Croazia (bandiera) | G     | Luka Sakota               | 2001 | 198 cm | 90 kg  |  |
| 3  | Italia (bandiera)                      | G     | Pierfrancesco Sangiovanni | 2006 | 178 cm | 78 kg  |  |
| 6  | Italia (bandiera)                      | P     | Alessandro Zanelli        | 1992 | 188 cm | 82 kg  |  |
| 7  | Georgia (bandiera) · Italia (bandiera) | AP    | Levan Babilodze           | 1998 | 198 cm | 94 kg  |  |
| 7  | Stati Uniti (bandiera)                 | GA    | Sacar Anim                | 1997 | 196 cm | 95 kg  |  |
| 8  | Italia (bandiera)                      | C     | Scott Ulaneo              | 1998 | 208 cm | 102 kg |  |
| 9  | Lituania (bandiera)                    | AG    | Paulius Sorokas           | 1992 | 203 cm | 100 kg |  |
| 10 | Italia (bandiera)                      | P     | Gianluca Greco            | 2007 | 186 cm | 78 kg  |  |
| 11 | Italia (bandiera)                      | G     | Federico Miaschi          | 2000 | 200 cm | 90 kg  |  |
| 12 | Stati Uniti (bandiera)                 | AG    | Kruize Pinkins (C)        | 1993 | 202 cm | 103 kg |  |
| 15 | Italia (bandiera)                      | P     | Massimiliano Pezzella     | 2007 | 191 cm | 84 kg  |  |
| 20 | Italia (bandiera)                      | P     | Andrea Cinciarini         | 1986 | 193 cm | 85 kg  |  |
| 21 | Finlandia (bandiera)                   | P     | Edon Maxhuni              | 1998 | 188 cm | 84 kg  |  |
| 30 | Stati Uniti (bandiera)                 | AP    | Elijah Stewart            | 1995 | 196 cm | 82 kg  |  |
| 32 | Serbia (bandiera)                      | C     | Nikola Jovanović          | 1994 | 211 cm | 107 kg |  |
| 47 | Regno Unito (bandiera)                 | C     | Dan Akin                  | 1998 | 206 cm | 102 kg |  |
| 52 | Stati Uniti (bandiera)                 | GA    | Jordan McRae              | 1991 | 197 cm | 81 kg  |  |
| 77 | Rep. Ceca (bandiera)                   | AP    | Vojtěch Hruban            | 1989 | 202 cm | 85 kg  |  |
| -  | Italia (bandiera)                      | G     | Francesco Borrelli        | 2006 | 185 cm | 78 kg  |  |
| -  | Italia (bandiera)                      | G     | Salvatore Borriello       | 2006 | 187 cm |        |  |
| -  | Italia (bandiera)                      |       | Francesco Ursini          | 2006 |        |        |  |
| -  | Italia (bandiera)                      | AP    | Vincenzo Sannino          | 2006 | 191 cm | 89 kg  |  |
| -  | Stati Uniti (bandiera)                 | A     | Sage Tolbert (IN)         | 1999 | 202 cm | 95 kg  |  |

| Allenatore |
| - / Marcelo Nicola (fino al 2 dicembre) - Damiano Pilot (dal 2 dicembre fino all’8 gennaio) - Marco Ramondino (dall’8 gennaio)                           |
| Assistente/i |
| - Domenico Chiariello - Damiano Pilot (fino al 2 dicembre) - Davide Bonora (dal 10 dicembre) Legenda - (C) Capitano - (IN) Inattivo - Infortunato Roster |

## Mercato

### Sessione estiva
| P  | Andrea Cinciarini  | V.L. Pesaro      | svincolato  |
| P  | Frank Mason        | Nancy            | svincolato  |
| P  | Alessandro Zanelli | Universo Treviso | svincolato  |
| G  | Rob Gray           | Free agent       | svincolato  |
| G  | Federico Miaschi   | Blu Treviglio    | svincolato  |
| AP | Levan Babilodze    | Rustavi          | svincolato  |
| AP | Elijah Stewart     | Hapoel Eilat     | svincolato  |
| A  | Sage Tolbert       | Körmend          | svincolato  |
| AG | Paulius Sorokas    | Metropolitans 92 | sivincolato |
| C  | Amida Brimah       | Mets de Guaynabo | svincolato  |
| C  | Dan Akin           | Strasburgo       | svincolato  |
| C  | Scott Ulaneo       | Pall. Varese     | svincolato  |

| Cessioni | Cessioni           | Cessioni            | Cessioni          | Cessioni |
| R.       | Nome               | a                   | Modalità          |          |
| -------- | ------------------ | ------------------- | ----------------- | -------- |
| P        | Frank Mason        | Fujian Sturgeons    | rescissione       |          |
| P        | Gerald Robinson    | Rinascita B. Rimini | fine contratto    |          |
| PG       | Sek Henry          | Halcones Xalapa     | fine contratto    |          |
| G        | Gerry Blakes       | Šiauliai            | fine contratto    |          |
| G        | Aristide Mouaha    | Nardò Basket        | fine contratto    |          |
| G        | Riccardo Rossato   | Trapani Shark       | fine contratto    |          |
| AP       | Alessandro Gentile | Urania Milano       | opzione di uscita |          |
| C        | Amida Brimah       | Manresa             | fine contratto    |          |
| C        | Julian Gamble      | Lobos BUAP          | fine contratto    |          |
| C        | Jack Nunge         | Le Portel           | fine contratto    |          |
| C        | Giovanni Pini      | Amici Pall. Udinese | fine contratto    |          |

### Dopo l'inizio della stagione
| Acquisti | Acquisti         | Acquisti               | Acquisti          | Acquisti   |
| R.       | Nome             | da                     | Data              | Modalità   |
| -------- | ---------------- | ---------------------- | ----------------- | ---------- |
| AP       | Vojtěch Hruban   | Free agent             | 29 settembre 2024 | svincolato |
| GA       | Jordan McRae     | Al-Ittihad Alessandria | 28 ottobre 2024   | svincolato |
| C        | Nikola Jovanović | Halcones Xalapa        | 13 dicembre 2024  | svincolato |
| G        | Sacar Anim       | Igokea                 | 19 dicembre 2024  | svincolato |
| P        | Edon Maxhuni     | Strasburgo             | 29 gennaio 2025   | svincolato |
| G        | Luka Sakota      | Tampereen Pyrintö      | 31 marzo 2025     | svincolato |

| Cessioni | Cessioni         | Cessioni           | Cessioni         | Cessioni    |
| R.       | Nome             | a                  | Data             | Modalità    |
| -------- | ---------------- | ------------------ | ---------------- | ----------- |
| A        | Sage Tolbert     | Arka Gdynia        | 7 ottobre 2024   | rescissione |
| AP       | Levan Babilodze  | Accademy Catanzaro | novembre 2024    | rescissione |
| AP       | Vojtěch Hruban   | Free agent         | 29 novembre 2024 | risoluzione |
| GA       | Jordan McRae     | Free agent         | 13 dicembre 2024 | risoluzione |
| AP       | Elijah Stewart   | Bnei Herzliya      | 21 febbraio 2025 | rescissione |
| G        | Rob Gray         | Galatasaray        | 27 marzo 2025    | rescissione |
| C        | Nikola Jovanović | Free agent         | 11 aprile 2025   | rescissione |
| PG       | Edon Maxhuni     | Karşıyaka          | 24 aprile 2025   | rescissione |